# Althann (Adelsgeschlecht)

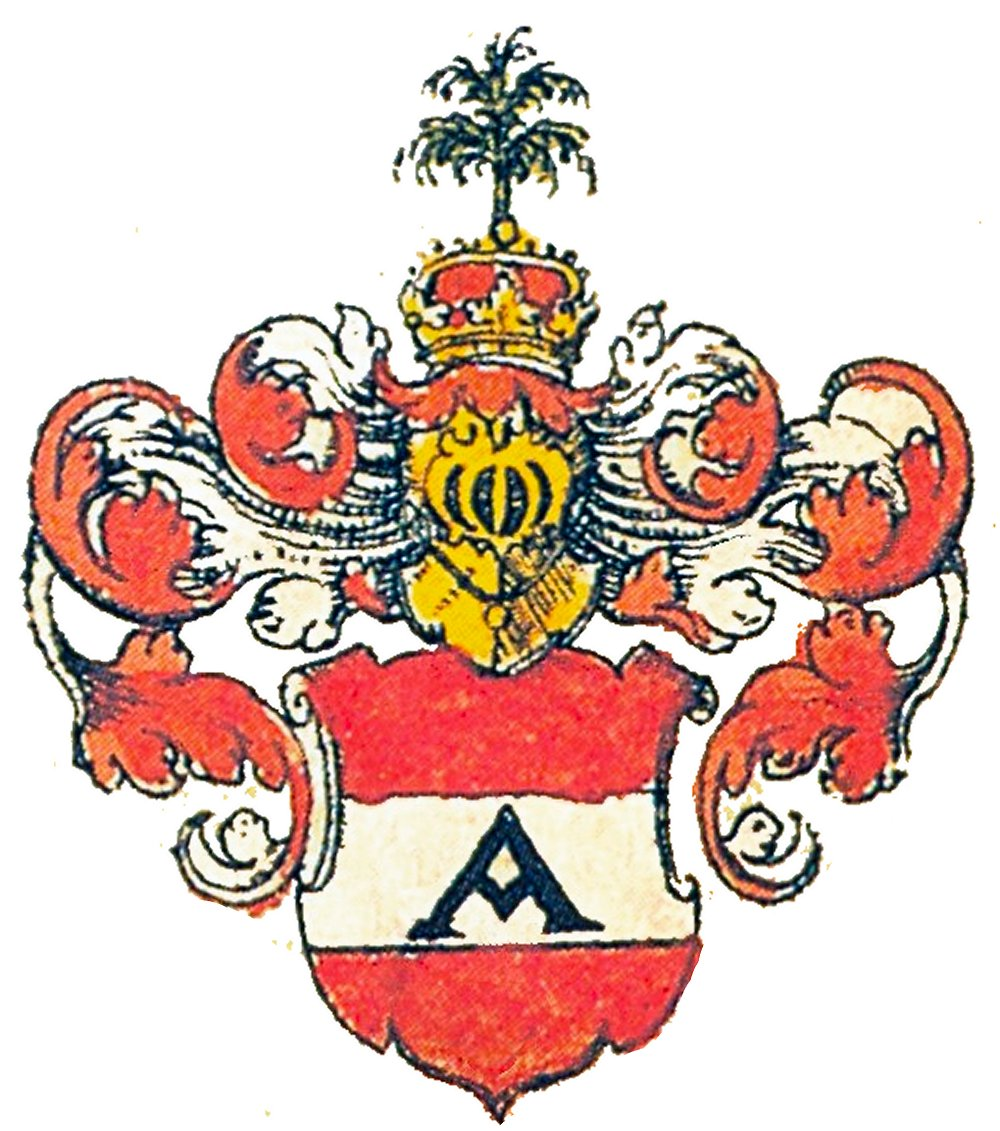
Wappen derer von Althann

Althann, bekannter als Althan, auch Altham oder Altheim, ist der Name eines zum niederbayerischen Uradel gehörenden Adelsgeschlechts, das seit 1129 nachweisbar ist. Es verzweigte sich nach Österreich, Böhmen, Mähren, Kroatien, der Grafschaft Glatz und in Ungarn. Zweige der Familie bestehen bis heute.

## Familie
Das Geschlecht stammt höchstwahrscheinlich von den seit 1129 nachweisbaren Ministerialen der Grafen von Dillingen ab, die sich Herren von Altheim nannten. Marchart von Altheim starb um 1320. Hans der Altheimer, Ritter und Pfleger zu Abensberg, besiegelt 1381, 1399 und 1410 Urkunden des Karmelitenklosters Abensberg.
Die von Althann waren in Österreich, Böhmen, Mähren, Kroatien, der Grafschaft Glatz und in Ungarn begütert, wo sie 1721–1824 auch die Obergespanwürde im Komitat Zala besaß. 1610 erhielt sie den erblichen Reichsgrafentitel und zählte zu den führenden Familien der österreichischen Monarchie. Ihr gesellschaftlicher Aufstieg erfolgte im 16. Jahrhundert über den kaiserlichen Militär- und Hofdienst. Seit 1714 war der Familie das Reichserbschenkenamt des Heiligen Römischen Reichs verliehen.
Die urkundlich gesicherte Stammreihe beginnt mit Wolfgang von Altham, angeblich erster Freiherr von Althann. Er war bischöflich Freisinger Hauptmann und sei in den Dienst König Ferdinands I. getreten. Verheiratet war er mit Anna von Pötting, Erbin von Murstetten. Wolfgang bezeichnet sich in Urkunden von 1535 und 1542 als „Ritter“, auch sein 1552 verstorbener ältester Sohn Georg wird als Ritter erwähnt. Es ist deshalb wohl richtig, dass der Familie Althann erst durch Kaiser Maximilian II., am 24. März 1574 mit dem Titel Freiherren von und zu der Goldburg zu Murstetten als Freiherren in den Herrenstand erhoben wurden. Schon 1578 erhielten die Althann auch das Inkolat im Königreich Ungarn.

## Wappen
Blasonierung: Das Wappen zeigt in Rot einen silbernen Balken, der nach 1410 mit einem schwarzen gotischen A belegt wurde; auf dem Helm mit rot-silbernen Decken ein Herzogshut, darauf eine grüne Palme oder Tanne.

## Persönlichkeiten

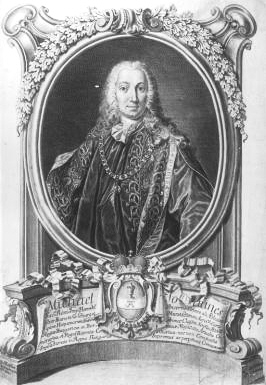
Johann Michael von Althann (1679–1722) war zusammen mit seiner Frau Anna Maria Pignatelli Besitzer der Gespanschaft Međimurje

Mitglieder der Familie von Althann bekleideten zahlreiche Landes- und Hof- sowie geistliche Ämter:
- Christoph von Althann (1529–1589) war österreichischer Hofkammerpräsident
  - Michael Adolf von Althann (1574–1638) wurde am 28. November 1608 für diplomatische und militärische Verdienste von Rudolf II. in den Grafenstand erhoben. 1627 vermählte er sich mit Maria Eva Elisabeth (1605–1638) von Sternberg. Nach der Konversion zum katholischen Glauben wurde er ein engagierter Verfechter der Gegenreformation. Er war Mitglied im Hofkriegsrat und im Geheimen Rat und stiftete 1619 in Olmütz den Ritterorden Christianae militiae für Verdienste im Kampf gegen die Heiden und die Türken. Für die Errichtung des Jesuitenkollegiums in Iglau schenkte er dem Orden 23 konfiszierte Hausgrundstücke protestantischer Bürger. Weitere Schenkungen machte er dem Jesuitenorden in Komorn, Znaim, Krems und Wien. Dessen Sohn
    - Michael Ferdinand von Althann († 1658) war mit der Freiin Barbara Katharina von Trauttmansdorff, Witwe des Grafen Johann Arbogast von Annenberg verheiratet. Besaß die Herrschaft Grulich in Böhmen und erwarb 1653 von der Witwe des David Heinrich von Tschirnhaus die Herrschaften Mittelwalde und Wölfelsdorf. Von den Annenberg-Erben kaufte er das Gut Schönfeld mit den dazugehörenden Dörfern. Mit Zustimmung der königlichen Kammer wandelte er seine Besitzungen zu einem Majorat um. Erbe war sein minderjähriger Sohn Michael Wenzel Franz von Althann († 1676), der im Alter von 22 Jahren im Kriegsdienst verstarb. Erbe wurde:
- Reichsgraf Michael Wenzel von Althann (1630–1686), ein Halbbruder des Michael Ferdinand von Althann († 1658). Kaiserlicher Geheimer Rat und 1680–1686 Landeshauptmann der Grafschaft Glatz. Erwarb 1684 von Kaiser Leopold I. zahlreiche Kammerdörfer im Distrikt Habelschwerdt, aus denen er die Herrschaft Schnallenstein bildete sowie mehrere Dörfer im Distrikt Landeck, die er zur Herrschaft Seitenberg verband. Beide Herrschaften konnten als Allod frei vererbt werden. Dessen Söhne waren:
  - Michael Wenzel von Althann d. J. (* 29. Juni 1668; † 25. Juli 1738) erbte 1686 die Majoratsherrschaften sowie die Allodialherrschaft Schnallenstein. Nach dem Tod seines jüngeren Bruders Michael Friedrich erbte er 1734 die Herrschaft Seitenberg. Er war in erster Ehe seit 1690 mit Maria Josepha Reichsgräfin von Paar verheiratet und vermählte sich nach deren Tod 1709 mit Juliane Theresia von Drugeth (1679–1726) (Besitzerin eines Schlosses in Humenné). 1718 wurde er von Kaiser Karl VI. zum Wirklichen Geheimen Rat und 1722 zu seinem Ministerial-Finanz-Konferenz-Rat ernannt. Nach dem Tod von Juliane Theresia 1726 heiratete er in dritter Ehe 1729 Aloysia Theresia von Dietrichstein. Sie erbte nach seinem am 22. Juli 1738 in Wien erfolgten Tod die Allodialherrschaft Schnallenstein. Die Majoratsherrschaften fielen an seinen Sohn
    - Michael Emanuel von Althann (1690–1749) erbte die Majoratsherrschaften Mittelwalde, Schönfeld, Wölfelsdorf und Grulich. Er war mit Franziska Gräfin von Oppersdorf verheiratet. Er starb am 11. Juli 1749 in Grulich und wurde in der Gruft der Mittelwalder Kirche beigesetzt. Dessen minderjähriger Sohn
    - Michael Otto von Althann († 1797) übernahm die Majoratsgüter 1759 nach erlangter Volljährigkeit. Vermählte sich in erster Ehe mit der Reichsgräfin Eleonore von Waldstein. Nach deren Tod heiratete er die Gräfin Anna Maria von Martinitz. 1780 gründete er in der Herrschaft Schönfeld die Koloniedörfer Michaelsthal und Neu Neißbach. Er starb am 18. Mai 1797 im Alter von 73 Jahren. Da er nur eine Tochter aus der zweiten Ehe hinterließ, erbte die Majoratsherrschaften 1797 der älteste männliche Agnat

  - Michael Friedrich von Althann (1680–1734) war der jüngere Bruder des Michael Wenzel d. J. Er war Bischof von Waitzen in Ungarn und Vizekönig des Königreichs Neapel und Sizilien. Erbte nach dem Tod seiner Mutter die Allodialherrschaft Seitenberg. Verkaufte Seitenberg 1733 an den kaiserlichen Feldmarschall Georg Olivier von Wallis
  - Michael Leopold Ferdinand von Althann (1677–1733), kaiserlicher Generalfeldwachtmeister, Kommandant von Brieg[1].
    - Michael Karl von Althann (1702–1756), Baron von Goldburg und Murstetten. Studierte in Rom und wurde 1725 in Jura promoviert. 1728–1734 war er Erzbischof von Bari und anschließend Nachfolger seines Onkels Michael Friedrich von Althann auf dem Waitzener Bischofsstuhl.
- Gundacker von Althan (1665–1747) war General, Diplomat und Hofbaudirektor.

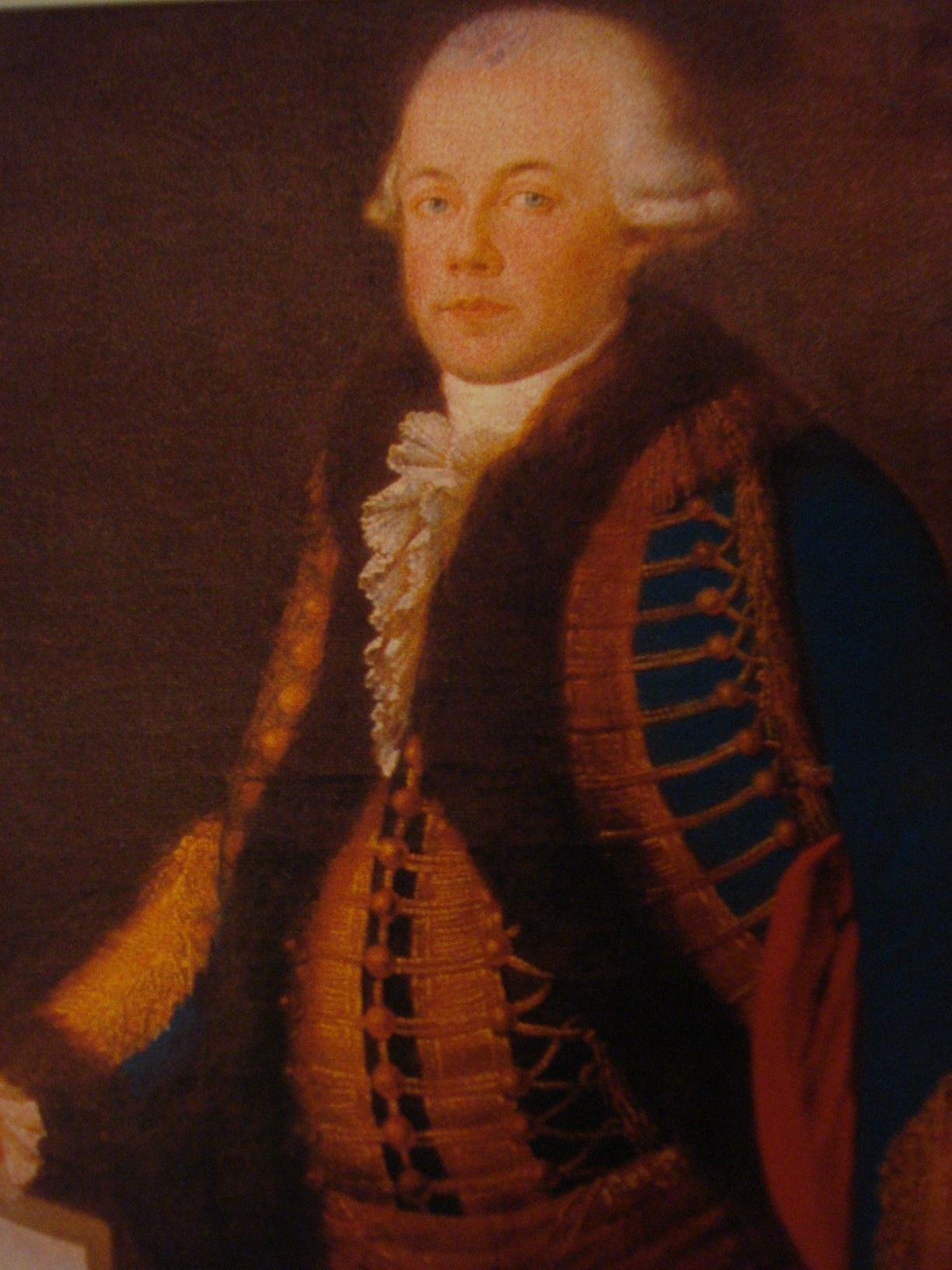
Michael Johann von Althann (1757–1815) aus der spanischen Linie

- Johann Michael von Althann (1679–1722) war ein Favorit von Kaiser Karl VI. und Hauptvertreter der spanischen Partei am Wiener Hof.
- Michael Karl von Althann († 1805). Er war ein Enkel des Michael Ferdinand und blieb unverheiratet. Diente im kaiserlich österreichischen Militär und starb am 6. März 1805 im Alter von 67 Jahren in Wien. Erbe der Majoratsherrschaften wurde sein leiblicher Bruder:
- Michael Wenzel von Althann († 1810). Er war k. k. Kammerherr und hinterließ keine Nachkommen. Die Majoratsherrschaften fielen an den Grafen:
- Michael Johann von Althann († 1815) aus der spanischen Linie. Auch er starb ohne Nachkommen. Erbe des Majorats wurde der kaiserliche Stallmeister Michael Franz von Althann.
- Michael Ferdinand von Althann (1808–1890), Militärperson des Kaisertums Österreich
- Michael Anton Ignaz von Althann (1716–1774), Österreichischer General der Kavallerie

## Weitere Mitglieder des Hauses Althann
- Josef von Althann (1798–1861), preußisch-österreichischer Gutsbesitzer und Politiker
- Karl von Althann (1801–1881), preußisch-österreichischer Gutsbesitzer und Politiker
- Robert von Althann (1853–1919), preußisch-österreichischer Gutsbesitzer und Politiker

## Besitzungen

### Mähren
- 1577–1654 Oslawan: Christoph von Althann ließ das Schloss Oslawan 1580–1590 im Renaissancestil umbauen.
- 1609–1790 Joslowitz (Jaroslavice), Bezirk Znaim: Im Auftrag von Wolf Dietrich von Althann baute Joseph Emanuel Fischer von Erlach das Schloss Joslowitz im Barockstil um.
- 1618–1793 Frain: Ende des 17. Jahrhunderts bauten die Althann die Burg Frain zu einem prächtigen Barockschloss um.
- 1668–1840 Herrschaft Grusbach mit Grusbach, Grafendorf, Höflein und Schönau. Sitz der Herrschaft war das dreiflügelige Barockschloss Grusbach aus dem Jahr 1669. Im 19. Jahrhundert erfolgten klassizistische Umgestaltungen.
- 1909–1922 und 1930–1945 Leipnik

### Böhmen
- Herrschaft Grulich
- Herrschaft Wichstadtl
- 1738–1923 Herrschaft Swoyschitz (Svojšice)[2]

### Grafschaft Glatz
- 1653–1945 Herrschaft Mittelwalde
- 1653–1945 Herrschaft Wölfelsdorf
- 1653–1945 Herrschaft Schönfeld
- 1684–1783 Herrschaft Schnallenstein
- 1684–1733 Herrschaft Seitenberg

### Niederösterreich (Österreich unter der Enns)
- Herrschaft Murstetten; die Goldburg war Stammsitz der österreichischen Linie, 1531–?
- Herrschaft Hayzing war ebenfalls seit 1531 ein erster Besitz in Österreich.
- Herrschaft Grafendorf (seit 1919 zur Tschechoslowakei gehörig), 1668–?
- Herrschaft Zistersdorf

### Oberösterreich (Österreich ob der Enns)
- Schloss Hagenberg, 1801–1867

### Kroatien
- 1719–1791 Besitzungen auf der Murinsel (damals Königreich Ungarn, heute Gespanschaft Međimurje)